# Sundasciurus davensis
Sundasciurus davensis — вид гризунів родини Sciuridae. Це ендемік Філіппін. Населяє первинні та вторинні низинні ліси.

## Характеристики
Типовий зразок S. davensis має довжину голови та тіла 19,8 сантиметра, а довжину хвоста — 18,2 сантиметра. Спина коричнева з лінією, що проходить від носа через голову і назад до основи хвоста. Вона складається з чорного волосся з червонувато-коричневими кінчиками, яке стає темнішим до хвоста. Щоки піщано-коричневі, а низ від піщано-абрикосового до абрикосового. Боки тіла чітко окреслені порівняно з лінією спини та низом.